# 穆图韦尔·卡鲁纳尼迪·斯大林
穆图韦尔·卡鲁纳尼迪·斯大林（1953年3月1日—），印度泰米尔政治家，現任泰米尔纳德邦首席部長，前首席部長穆图韦尔·卡鲁纳尼迪的儿子，自2018年8月28日起担任达罗毗荼进步联盟主席。
他的名字来源于约瑟夫·斯大林，因为他出生后四天约瑟夫·斯大林便去世，而他父亲参加了悼念活动。